# 斑點燈籠魚
斑點燈籠鱼（学名：Myctophum punctatum）为輻鰭魚綱燈籠魚目灯笼鱼科的其中一種。分布于大西洋海域，為深海魚類，棲息深度可達1000公尺，體長可達11公分。

## 扩展阅读
維基物種上的相關：斑點燈籠鱼